# Premier tour du monde aérien

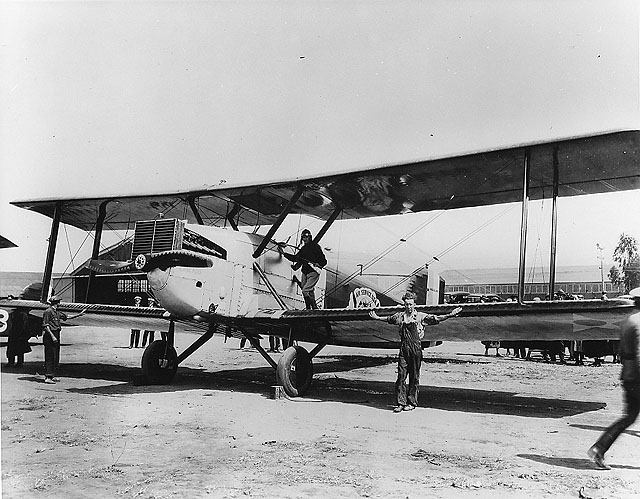
Cet avion, le Chicago, a mené le premier vol autour du monde en 1924.

Le premier tour du monde aérien remonte à 1924. Effectué par quatre aviateurs issus de l'Air Service, ancêtre de l’US Air Force, le voyage s’étend sur 175 jours, et couvre près de 42 400 km. L'équipe s'est globalement déplacée d'est en ouest, quittant les côtes du Pacifique nord pour l’Asie du Sud avant de gagner l’Europe et de revenir aux États-Unis.
Les aviateurs Lowell H. Smith et Leslie P. Arnold, et Erik H. Nelson et John Harding Jr. ont fait le voyage à bord de deux Douglas World Cruiser (DWC), avion monomoteur et à cockpit ouvert, équipés de flotteurs pendant la majeure partie du voyage. L’équipée devait initialement se composer de huit hommes, les quatre autres aviateurs se trouvant aux commandes de deux DWC supplémentaires, mais au commencement de la circumnavigation leurs avions se sont écrasés ou ont été contraints à atterrir ; tous les aviateurs ont néanmoins survécu.
Smith, Arnold, Nelson et Harding effectuent leur tour du monde en demeurant toujours dans l’hémisphère Nord ; ce n’est qu’en 1930 que l'Australien Charles Kingsford Smith et un équipage de trois compagnons boucle le premier tour du monde en vol à traverser les deux hémisphères, au cours duquel a lieu le premier vol transpacifique des États-Unis à l'Australie, en 1928. Kingsford Smith réussit cette circumnavigation aux commandes d’un avion monoplan trimoteur Fokker F.VIIb / 3m.

## Course autour du monde: préparatifs américains
Au début des années 1920, au sortir de la Première Guerre mondiale qui avait vu l’aviation faire de grands progrès, plusieurs pays sont en lice pour être les premiers à faire le tour du monde en avion. Les Britanniques ont déjà fait une tentative infructueuse dès 1922. L’année suivante, ce sont les Français qui s’y essaient. Les Italiens, les Portugais et de nouveau les Britanniques dévoilent des projets de tour du monde aéronautique. Au printemps 1923, l’Air Service, branche aérienne des forces armées américaines, commence à s’intéresser à la possibilité de mettre sur pied une escadrille d’aéronefs militaires à même d’entreprendre un tour du monde en vol. Un petit nombre d’officiers sont affectés à une commission « Tour du monde en avion » au sein du ministère de la Guerre ; il leur est assigné la tâche de trouver un aéronef approprié et d’en planifier la mission. Ce travail, entrepris au plus haut niveau de l’armée, sous la responsabilité directe du général Patrick (en), chef de l’Air Service, finit même par s’adjoindre le concours de la marine, des Affaires étrangères et de l’administration des Pêches et des Garde-côtes.
Le ministère de la Guerre incite l’Air Service à examiner le Fokker T-2, un avion de transport, et le Davis-Douglas Cloudster, afin de déterminer si l’un ou l’autre pourrait convenir et en acquérir des exemplaires afin de les évaluer Quoique jugés satisfaisants, le comité de planification envisage aussi d’autres avions de l’Air Service en service ou en commande, avec l’idée qu’un avion spécial que l’on pourrait doter d’un train d'atterrissage interchangeable, à roues pour atterrir ou à flotteurs pour amerrir, s’avérerait préférable.
Lorsque l’avionneur Davis-Douglas reçoit la demande d’informations émise par l’Air Service au sujet du Cloudster, son directeur général, Donald Douglas, fournit à la place des données relatives à un DT-2 modifié, un bombardier-torpilleur que l’entreprise a produit pour la marine américaine en 1921-1922. Le DT-2 s’est avéré être un robuste aéronef et justement capable d’être équipé ou de roues ou de flotteurs. L’avion existant déjà, Douglas avance qu’il pourrait servir de base à un nouveau développement, un avion qu’il baptise Douglas World Cruiser (DWC) et qui pourrait être livré dans les 45 jours après la signature d’un éventuel contrat. L’Air Service donne son accord et dépêche le lieutenant Erik Henning Nelson (1888–1970), membre du comité de planification, en Californie pour mettre au point les détails avec Douglas.
Douglas, assisté de Jack Northrop, commence à étudier le détail des modifications à apporter au DT-2 pour l’adapter aux besoins du tour du monde. La modification principale consiste à augmenter sa capacité à stocker le carburant. La soute à munitions est ainsi retirée et l’emplacement ainsi libéré utilisé pour ajouter des réservoirs additionnels ; de même, des réservoirs sont ajoutés dans les ailes et le réservoir existant est lui-même agrandi. La capacité totale en kérosène est ainsi plus que quintuplée, passant de 435 litres à 2 438 litres.
Le lieutenant Nelson emmène la proposition de Douglas à Washington où le général Mason M. Patrick, à la tête de l’Air Service, l’approuve le 1er août 1923. Le ministère de la Guerre attribue à Douglas un contrat initial pour la fabrication d’un unique prototype. Le prototype confirme toutes les attentes et un nouveau contrat est signé pour la production de quatre unités et de pièces de rechange. Le dernier DWC livré l’est le 11 mars 1924. Les pièces de rechange incluent quinze moteurs Liberty supplémentaires, quatorze jeux de flotteurs et suffisamment d’autres pièces pour construire entièrement deux nouveaux avions. Ces pièces de rechange sont envoyées en avant de l’expédition, pour y attendre les équipes lors de leurs étapes prévues autour du monde.
Les aéronefs ne sont pas équipés de radios ni instruments d’aucune sorte, de sorte que les équipages en sont réduits à devoir naviguer à l'estime pour mener à bien leur mission.

## Aéronefs et équipages
- Seattle (no 1) : major Frederick L. Martin (en) (1882–1956), pilote et commandant de l’expédition, avec le staff sergeant Alva L. Harvey (1900–1992), mécanicien. L’avion s’écrase dans les îles Aléoutiennes et l’équipage est forcé à l’abandon.
- Chicago (no 2) : lieutenant Lowell Smith (en) (1892–1945), pilote et commandant remplaçant de l’expédition, avec le premier-lieutenant Leslie P. Arnold (1893–1961), copilote.
- Boston (no 3)/Boston II (le prototype ayant été baptisé Boston est par la suite renommé en Boston II) : premier-lieutenant Leigh P. Wade (1897–1991), pilote, avec le staff sergeant Henry H. Ogden (1900–1986), mécanicien. Cet équipage est également forcé d’abandonner en route.
- New Orleans (no 4) : lieutenant Erik H. Nelson (1888–1970), pilote, avec le lieutenant John Harding Jr. (1896–1968), copilote[7],[14]

Les pilotes s’entraînent à la navigation et à la météorologie sur le terrain d’aviation de Langley en Virginie, où ils peuvent également s’approprier le prototype du World Cruiser de Douglas. De février à mars 1924, les équipages volent sur l’avion de série aux usines Douglas de Santa Monica et de San Diego.

## Itinéraire
Les quatre Américains voyagent d’est en ouest, au départ de Seattle sur la côte occidentale des États-Unis, au mois d’avril 1924 ; ils reviennent à leur point de départ en septembre. Ils prennent d’abord vers le nord-ouest en direction de l’Alaska, survolent les îles du Paciﬁque Nord jusqu’au Japon puis infléchissent leur route vers l’Asie du Sud, rejoignent ensuite le continent européen et enfin l’océan Atlantique — cinq ans seulement après la première traversée transatlantique par A. C. Read. Le point le plus méridional du trajet est atteint à Saïgon, alors en Indochine française. Les points de ravitaillement sont, successivement :
- États-Unis : Sand Point, lac Washington, Seattle (6 avril 1924)
- Canada : Seal Cove, Prince Rupert (Colombie-Britannique)
- Alaska : Sitka, Seward et Chignik
- Îles Aléoutiennes : Dutch Harbor, Atka et Attu
- Union soviétique : île Béring
- Japon : Paramouchir, baie d’Hitokappu, Minato, lac Kasumigaura, Kushimoto et Kagoshima
- Chine : Shanghaï, baie de Tchinkoen (Qingchuan), Amoy (Xiamen) et Hong Kong
- Indochine française : golfe du Tonkin (Haiphong), Tourane (Da Nang), (seulement le Chicago) Huế) et Saïgon
- Thaïlande : Bangkok
- Birmanie : Tavoy (Dawei), Rangoon et Akyab (Sittwe)
- Indes : Chittagong, Calcutta, Allahabad, Ambala, Multan, Karachi
- Perse : Chabahar, Bandar Abbas et Bushehr
- Irak mandataire : Bagdad
- Syrie mandataire : Alep
- Turquie : Istanbul
- Roumanie : Bucarest
- Hongrie : Budapest
- Autriche: Vienne
- France : Strasbourg et Paris
- Angleterre : Croydon (Londres) et Brough (Yorkshire)
- Écosse : Scapa Flow (Kirkwall), Orcades
- Islande : Hornafjörður et Reykjavik
- Groenland : Fredricksdal and Ivigtut (Ivittuut)
- Terre-Neuve-et-Labrador : Icy Tickle et baie Hawkes
- Canada : Pictou Harbour (Nouvelle-Écosse)
- États-Unis : Casco Bay (Maine) — Boston (Massachusetts) — Mitchell Field (New York) — Bolling Field (district fédéral de Washington). Puis quatorze villes dans neuf États pour traverser le pays et rejoindre Seattle (État de Washington) le 28 septembre 1924[18]

## Hommes et matériels après le tour du monde
À la demande de la Smithsonian Institution, le ministère de la Guerre transfère au musée la propriété de l’un des quatre DWC, le Chicago, pour qu’il y soit exposé. L’avion effectue son dernier voyage de Dayton (Ohio) à Washington le 25 septembre 1925. Il est presque aussitôt exposé au public dans le bâtiment de la Smithsonian consacré aux Arts et à l’Industrie. En 1974, le Chicago fait l’objet d’une restauration dirigée par Walter Roderick avant qu’il ne soit transféré au musée national de l’Air et de l’Espace pour y être installé au sein de la galerie Barron Hilton Pioneers of Flight consacrée aux pionniers de l’aviation.
À compter de 1957, le New Orleans est exposé au musée national de l’armée de l’air des États-Unis à Dayton. L’aéronef est un prêt du musée d'histoire naturelle du comté de Los Angeles auquel l’appareil est restitué en 2005. Depuis février 2012, le New Orleans fait partie des collections du musée du Vol (Museum of Flying) à Santa Monica (Californie).
Les restes de l’épave du Seattle sont renfloués et sont aujourd’hui visibles au musée de l'aviation de l'Alaska (en). Le quatrième avion de l’expédition, le Boston, a sombré dans l’Atlantique nord après trois-quarts de tour du monde. Quant au prototype, le Boston II, les seuls éléments subsistants connus sont une plaque minéralogique, conservée dans une collection privée, et un morceau de toile du fuselage, conservé au Vintage Wings & Wheels Museum de Poplar Grove dans l’Illinois
Les six aviateurs sont récompensés de la Army Distinguished Service Medal à la suite d'un vote du Congrès des États-Unis ; c'est la première fois que cette médaille est décernée pour récompenser autre chose que des actes de guerre. Ils sont par ailleurs exonérés de l’interdiction d’accepter des décorations étrangères.
Le trophée Mackay (en) — par lequel l’armée récompense « le vol le plus méritoire de l’année » de ses équipages — est décerné pour 1924 à Smith, Arnold, Wade, Nelson et Ogden. Dans les années suivantes, Martin (en) se trouve à la tête des unités stationnées à Hawaï au moment de l’attaque japonaise sur Pearl Harbor en décembre 1941. Harvey, son mécanicien pendant le tour du monde, commande un groupe de bombardement au cours de la Seconde Guerre mondiale. Nelson atteint le grade de colonel et, sous les ordres du général Henry Arnold, participe à la mise au point opérationnelle du B-29 Superfortress de Boeing.

## Tour du monde transéquatorial
Le premier tour du monde aérien impliquant le passage de l’équateur est le fait d’un unique avion, le Southern Cross, un monoplan trimoteur F.VIIb/3m de Fokker servi par un équipage de quatre hommes : Charles Kingsford Smith (chef-pilote), Charles Ulm (copilote), James Warner (opérateur radio) et Harry Lyon (ingénieur-mécanicien).
Après avoir réalisé la première traversée transpacifique par les airs le 9 juin 1928, reliant Oakland en Californie à Brisbane en Australie, Kingsford Smith  et Ulm passent plusieurs mois à réaliser d’autres vols à longue distance au dessus de l’Australie et de la Nouvelle-Zélande. Ils prennent ensuite la décision de faire de leur traversée transpacifique la première étape d’un vol autour du monde. Toujours à bord du Southern Cross ils rallient l’Angleterre en juin 1929 puis effectuent la traversée de l’Atlantique et, après le survol de l’Amérique du Nord, atterrissent, en 1930, à Oakland, point de départ de leur première étape.
Avant sa mort, en 1935 Kingsford Smith fait don du Southern Cross au Commonwealth d’Australie pour qu’il soit exposé dans un musée. L’aéronef est conservé dans un mémorial vitré à Airport Drive, non loin du terminal international de l’aéroport de Brisbane.

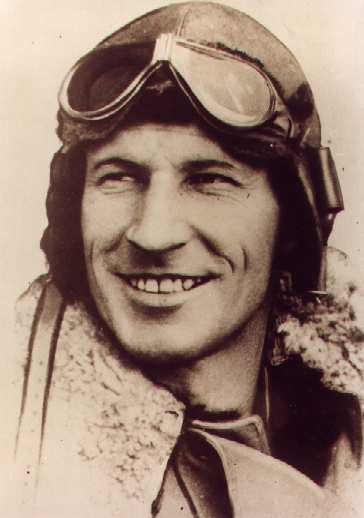
Charles Kingsford Smith
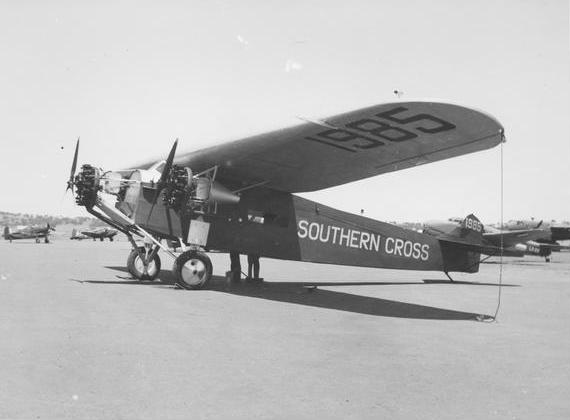
Le Southern Cross sur une base de la RAAF proche de Canberra en 1943.